# Николаус III фон Залм
Николаус III (IV) фон Залм (на немски: Nikolaus III, Graf von Salm; * ок. 1550; † 26 ноември/26 декември 1580) е граф на Залм (Люксембург) и Нойбург (1550 – 1580), господар на Нойбург, Грайтценщайн, Орт, Кройцщетен и Ладендорф. Резиденцията е дворец Нойбург ам Ин при Пасау в Долна Бавария.

## Биография
Той е син на граф Николаус II фон Салм (1503 – 1550), щатхалтер на Унгария, и съпругата му графиня Емилия фон Еберщайн (1506 – 1540), дъщеря на граф Бернхард III фон Еберщайн в Ной-Еберщайн (1459 – 1526) и съпругата му Кунигунда фон Валдбург-Зоненберг (1482 – 1538). Племенник е на Волфганг фон Салм († 1555), княжески епископ на Пасау (1541 – 1555). Брат е на Юлиус I (1531 – 1595), граф на Салм и Нойбург (1580 – 1595), и на Николаус II Егино (1550 – 1574).
След смъртта на баща му Николаус III става собственик на Нойбург ам Ин (1550 – 1580) и през 1563 г. въвежда там реформацията. Той е наследен от брат му Юлиус I.
Линията Залм-Нойбург изчезва по мъжка линия през 1784 г.

## Фамилия
Първи брак: на 24 април 1562 г. в Бюдинген с Катарина фон Изенбург-Бюдинген-Келстербах (* 11 април 1532; † 16 април 1574), дъщеря на граф Антон I фон Изенбург-Бюдинген-Келстербах (1501 – 1560) и графиня Елизабет фон Вид (1509 – 1542). Те имат децата:
- Йохан Карл (* 1570, умира млад)
- Йохан (* 1572, умира млад)
- Анна Елизабет (* 30 юни 1565; † 1615), омъжена на 28 септември 1597 г. за фрайхер Ладислаус 'младши' Попел фон Лобковиц (* 15 октомври 1566; † 20 март 1621, Брно)
- Йохана

Втори брак: през 1575 г. с фрайин Юдит фон Полхайм (* 5 март 1559; † 1613), дъщеря на фрайхер Максимилиан фон Полхайм и Юдит фон Вайсприах. Бракът е бездетен.
Юдит фон Полхайм се омъжва втори път за Ото Бернхард фон Абенсперг и Траун-Ешелберг († 1605) и има с него девет деца.